# Райтер, Томас
То́мас А́ртур Ра́йтер (нем. Thomas Arthur Reiter; род. 23 мая 1958, Франкфурт-на-Майне, Гессен, Германия) — космонавт Германии и Европейского космического агентства.
В 1977 году Томас Райтер окончил гимназию имени Гёте в Ной-Изенбурге. В 1984 году Райтер окончил Университет вооружённых сил в Мюнхене по специальности космических технологий, а в 1992 году — школу лётчиков-испытателей (англ. Empire Test Pilots School) в Англии.
Райтер имеет налёт более 2000 часов на 15 различных типах самолётов.
Райтер — бригадный генерал военно-воздушных сил Германии.
В 1992 году Райтер был отобран в группу космонавтов Европейского космического агентства. С 1993 года он проходил подготовку к космическому полёту в центре подготовки космонавтов им. Ю. А. Гагарина по программе «ЕвроМир95».
С октября 1996 по июль 1997 года Райтер проходил подготовку в качестве командира корабля типа «Союз» и получил сертификат командира «Союза» во время спуска с орбиты и приземления.

## Космические полёты

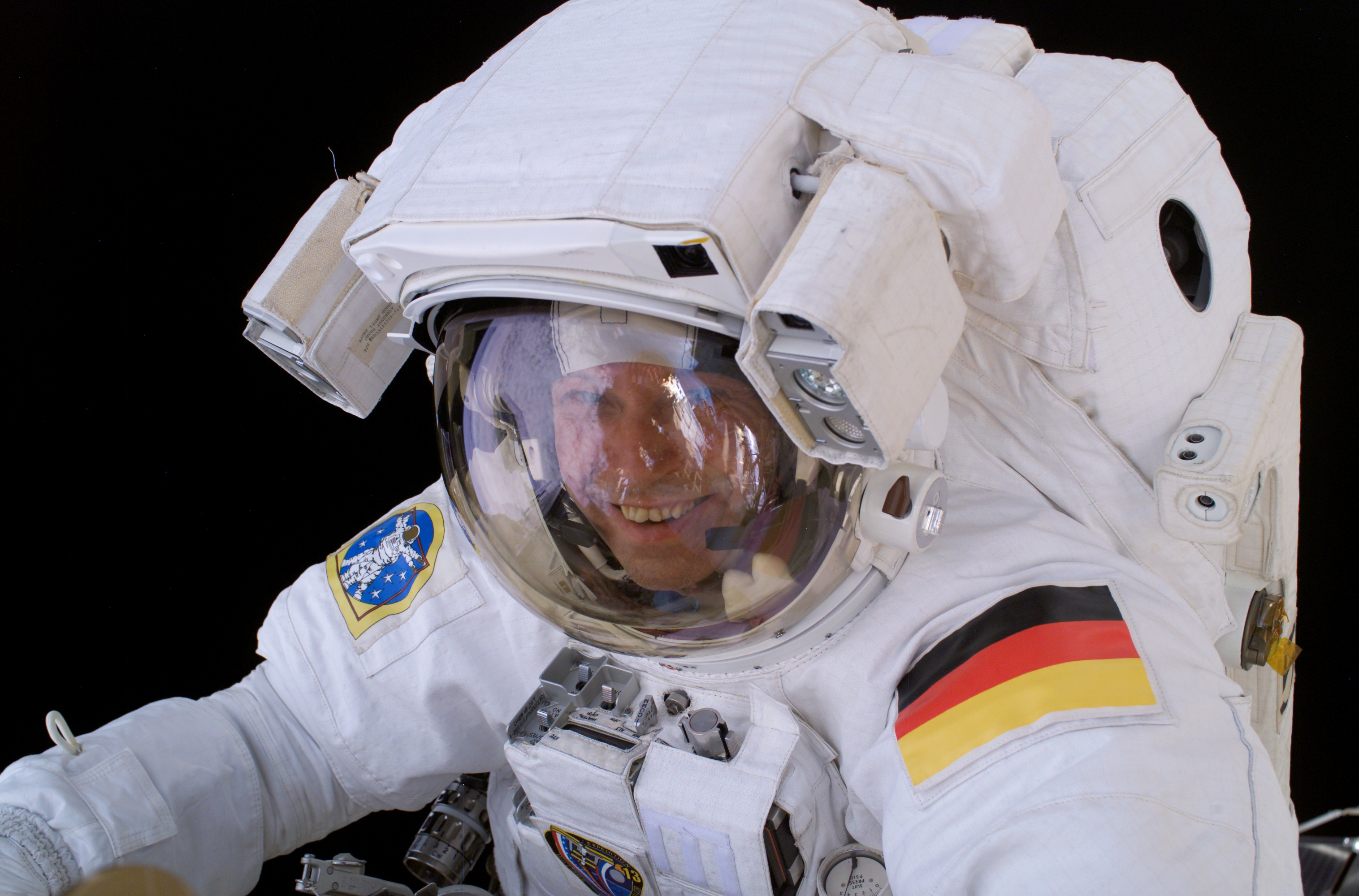
Томас Райтер совершает выход в открытый космос

Свой первый космический полёт Томас Райтер совершил в качестве 2-го бортинженера корабля «Союз ТМ-22» и 20-й основной экспедиции на космической станции «Мир». Командиром экипажа был Юрий Гидзенко, 1-м бортинженером — Сергей Авдеев. Корабль «Союз ТМ-22» стартовал с космодрома Байконур 3 сентября 1995 года и 5 сентября состыковался со станцией «Мир». В это время на станции «Мир» находился экипаж 19-й основной экспедиции Анатолий Соловьёв и Николай Бударин. Космонавты Соловьёв и Бударин покинули станцию 11 сентября 1995 года. 15 ноября 1995 года к станции «Мир» прибыл американский шаттл «Атлантис» STS-74. 23 февраля 1996 года к станции пристыковался корабль «Союз ТМ-23», на котором прибыли космонавты 21-й основной экспедиции «Мир»: Юрий Онуфриенко и Юрий Усачёв. Гидзенко, Авдеев и Райтер вернулись на Землю 29 февраля 1996 года.
Во время этой экспедиции Томас Райтер провёл в космосе 179 суток 1 час и 41 минуту. В ходе полёта Томас Райтер выполнил два выхода в открытый космос общей продолжительностью 8 часов 22 минуты. Райтер — первый немецкий космонавт, который выполнил выход в открытый космос.
4 июля 2006 года Райтер отправился во второй космический полёт на американском шаттле «Дискавери» STS-121, совершавшем экспедицию посещения на Международную космическую станцию, где работали Павел Виноградов и Джеффри Уильямс. Прибыв 6 июля 2006 года на МКС, Райтер перешёл в экипаж основной экспедиции в качестве второго бортинженера и проработал на станции более пяти месяцев. Во время этого полёта состоялся третий для него выход в открытый космос, длительность которого составила 5 ч 54 мин. Возвратился на Землю Райтер вновь на шаттле, теперь уже на «Дискавери» STS-116, 22 декабря 2006 года. Продолжительность полёта 171 сутки 3 ч 54 мин 5 с.
Статистика
| # | Стартовый корабль | Старт                 | Экспедиция                        | Корабль посадки   | Посадка               | Налёт                       | Выходы в открытый космос | Время в открытом космосе |
| - | ----------------- | --------------------- | --------------------------------- | ----------------- | --------------------- | --------------------------- | ------------------------ | ------------------------ |
| 1 | Союз ТМ-22        | 03.09.1995, 09:00 UTC | Мир (20)                          | Союз ТМ-22        | 29.02.1996, 10:42 UTC | 179 суток 01 час 41 минута  | 2                        | 08 часов 22 минуты       |
| 2 | Дискавери STS-121 | 04.07.2006, 14:50 UTC | STS-121, МКС-13 / МКС-14, STS-116 | Дискавери STS-116 | 22.12.2006, 22:31 UTC | 171 сутки 03 часа 54 минуты | 1                        | 05 часов 54 минуты       |
|   |                   |                       |                                   |                   |                       | 350 суток 05 часов 35 минут | 3                        | 14 часов 16 минут        |

Общий космический налёт Райтера составил 350 суток 5 ч 35 мин 50 с.
В августе 2007 года Райтер покинул отряд космонавтов ЕКА и был назначен членом Совета директоров Германского авиационно-космического центра (DLR — Deutsches Zentrum für Luft- und Raumfahrt).

## Личная жизнь и увлечения
Райтер женат, имеет двух детей.
Радиолюбитель с позывным DF4ТR.

## Награды
- Орден «За заслуги перед Федеративной Республикой Германия»:
  - Командор[3].
  - Кавалер (2007 год)[4]
- Орден Дружбы (9 апреля 1996 года, Россия) — за успешное осуществление международного космического полёта на орбитальном научно-исследовательском комплексе «Мир» и проявленные при этом мужество и героизм[5].
- Медаль «За заслуги в освоении космоса» (12 апреля 2011 года, Россия) — за большой вклад в развитие международного сотрудничества в области пилотируемой космонавтики[6].

## Воинское звание
- Бригадный генерал (март 2009 года)[3]